# بلازما غير حرارية
البلازما غير الحرارية أو البلازما الباردة أو البلازما غير المتوازنة هي بلازما ليست في حالة توازن ديناميكي حراري، لأن درجة حرارة الإلكترون أعلى بكثير من درجة حرارة الأنواع الثقيلة (أيونات ومحايدة). نظرًا لأن الإلكترونات فقط يتم تسخينها، فإن توزيع سرعة ماكسويل-بولتزمان الخاص بها يختلف تمامًا عن توزيع سرعة الأيونات. عندما لا تتبع إحدى سرعات أحد الأنواع توزيع ماكسويل بولتزمان، يُقال إن البلازما ليست من نوع ماكسويل.
نوع من البلازما غير الحرارية الشائعة هو غاز بخار الزئبق داخل مصباح الفلورسنت (أو المصباح الفلوري)، حيث تصل درجة حرارة «غاز الإلكترون» إلى 20,000 ك (19,700 °م؛ 35,500 °ف) بينما تبقى بقية الغاز والأيونات والذرات المحايدة أعلى قليلاً من درجة حرارة الغرفة، لذلك يمكن لمس المصباح باليد أثناء التشغيل.

## التطبيقات

### الصناعات الغذائية
في سياق معالجة الأغذية، تعتبر البلازما غير الحرارية (NTP) أو البلازما الباردة على وجه التحديد علاجًا مضادًا للميكروبات يتم فحصه لتطبيقه على الفواكه والخضروات ومنتجات اللحوم ذات الأسطح الهشة. هذه الأطعمة إما غير معقمة بشكل كافٍ أو غير مناسبة للمعالجة بالمواد الكيميائية أو الحرارة أو غيرها من أدوات معالجة الأغذية التقليدية. بينما ركزت تطبيقات البلازما غير الحرارية في البداية على التطهير الميكروبيولوجي، التطبيقات الأحدث مثل تعطيل الإنزيم، تعديل البروتين، وتبديد المبيدات، قيد البحث بنشاط. تشهد البلازما غير الحرارية أيضًا استخدامًا متزايدًا في تعقيم الأسنان، واليدين، وكذلك في المرشحات ذاتية التطهير. إن تكوينًا خاصًا لتفريغ البلازما يتضمن تأينًا للهواء أو خليطًا غازيًا محددًا داخل عبوة محكمة الغلق، يُشار إليه باسم «البلازما الباردة داخل العبوة»، قد جذب اهتمامًا كبيرًا مؤخرًا.
تم استخدام مصطلح البلازما الباردة مؤخرًا كواصف مناسب للتمييز بين الغلاف الجوي الواحد، وتصريفات البلازما بالقرب من درجة حرارة الغرفة من البلازما الأخرى، والتي تعمل بمئات أو آلاف الدرجات فوق المحيط. في سياق معالجة الأغذية، يمكن أن يؤدي مصطلح «بارد» إلى صور مضللة لمتطلبات التبريد كجزء من معالجة البلازما. ومع ذلك، من الناحية العملية، لم يكن هذا الالتباس مشكلة. قد تشير «البلازما الباردة» أيضًا بشكل فضفاض إلى الغازات المتأينة الضعيفة (درجة التأين أقل من 0.01٪).

#### التسمية
تتنوع تسميات البلازما غير الحرارية الموجودة في المؤلفات العلمية. في بعض الحالات، يُشار إلى البلازما بالتقنية المحددة المستخدمة لتوليدها («القوس الانزلاقي»، «قلم بلازما»، «إبرة البلازما»، «نفث البلازما»، "تفريغ الحاجز العازل"، «بلازما التفريغ المباشر الكهرضغطية»، وما إلى ذلك)، في حين أن الأسماء الأخرى وصفية بشكل عام، بناءً على خصائص البلازما المتولدة («بلازما تفريغ متوهج موحد في الغلاف الجوي»، «بلازما الغلاف الجوي»، «التصريفات غير الحرارية للضغط المحيط»، «بلازما الضغط الجوي غير المتوازنة»، إلخ.). السمتان اللتان تميزان البلازما غير الحراريّة عن تقنيات البلازما الأخرى المطبقة صناعياً هي أنها:
- غير حرارية[20]
- تعمل عند الضغط الجوي أو بالقرب منه[21]

#### التقنيات
|                                                           | فئة تكنولوجيا البلازما غير الحراريّة | فئة تكنولوجيا البلازما غير الحراريّة | فئة تكنولوجيا البلازما غير الحراريّة |
| العلاج عن بعد                                             | العلاج المباشر | الاتصال الكهربائي | |
| --------------------------------------------------------- | --- | --- | --- |
| طبيعة البلازما غير الحراريّة المطبقة                       | البلازما المتحللة (الشفق) - أنواع كيميائية أطول عمرًا | البلازما النشطة - الأنواع قصيرة وطويلة العمر | البلازما النشطة - جميع الأنواع الكيميائية، بما في ذلك أقصر عمرًا والقصف الأيوني |
| كثافة البلازما غير الحراريّة والطاقة                       | كثافة معتدلة - هدف بعيد عن الأقطاب الكهربائية. ومع ذلك، يمكن إنشاء حجم أكبر من البلازما غير الحراريّة باستخدام أقطاب كهربائية متعددة                                      | كثافة أعلى - هدف في المسار المباشر لتدفق البلازما غير الحراريّة النشط | أعلى كثافة - هدف ضمن مجال توليد البلازما غير الحراريّة |
| تباعد الهدف من القطب الكهربي المولد البلازما غير الحراريّة | تقريبا. 5-20 سم؛ الانحناء (التفريغ الخيطي) من غير المحتمل أن يلامس الهدف في أي إعداد طاقة                                                                                | تقريبا. 1-5 سم؛ يمكن أن يحدث الانحناء في إعدادات طاقة أعلى، ويمكن الاتصال بالهدف | تقريبا. ≤ 1 سم؛ يمكن أن يحدث الانحناء بين الأقطاب الكهربائية والهدف في إعدادات طاقة أعلى |
| التوصيل الكهربائي                                         | لا | ليس تحت التشغيل العادي، ولكن ممكن أثناء الانحناء | نعم، إذا تم استخدام الهدف كقطب كهربي أو إذا كان الهدف بين الأقطاب الكهربائية المركبة موصل للكهرباء |
| ملاءمة الأسطح غير المنتظمة                                | تعني الطبيعة البعيدة جدًا لتوليد البلازما غير الحراريّة أقصى قدر من المرونة في تطبيق تدفق البلازما غير الحراريّة اللاحق                                                     | مرتفع نسبيًا - يتم نقل البلازما غير الحراريّة إلى الهدف بطريقة اتجاهية، مما يتطلب إما تدوير الهدف أو بواعث بلازما غير حراريّة متعددة | منخفض إلى حد ما - مطلوب تباعد قريب للحفاظ على توحيد البلازما غير الحراريّة. ومع ذلك، يمكن تشكيل الأقطاب الكهربائية لتناسب سطحًا محددًا ومتسقًا. |
| أمثلة على التقنيات                                        | مفاعل التعرض عن بعد، قلم بلازما | قوس مزلق إبرة البلازما أنبوب البلازما الناجم عن الميكروويف | مفاعل اللوح المتوازي مفاعل لوحة الإبرة تصريف حاجز مقاوم تصريف حاجز عازل |
| المراجع                                                   | - جادري وآخرون، 2000. تقنية الطلاء السطحي 131: 528-542 - Laroussi and Lu، 2005. تطبيق فيز. بادئة رسالة. 87: 113902 - مونتي وآخرون. 2000. IEEE Trans Plasma Sci 28: 41-50 | - لي وآخرون. 2005. تقنية عوازل الأسطح 193: 35-38 - Niemira et al. 2005. P2. IFT NPD Mtg. ويندمور، بنسلفانيا - نيميرا وآخرون، 2005. P2-40. IAFP Mtg. بالتيمور، ماريلاند - سلاديك وستوفيلز، 2005. J Phys D: Appl Phys 38: 1716-1721 - Stoffels et al. 2002. علوم مصادر البلازما. تكنول. 11: 383-388 | - دينغ وآخرون. 2005. الورقة رقم 056149، ASAE آن. جبل، تامبا، فلوريدا - كيلي وينتينبيرج وآخرون. 1999. J. بطالة. علوم. تكنول. أ 17 (4): 1539-44 - Laroussi et al. 2003. جديد J Phys 5: 41.1-41.10 - الجبل الأسود وآخرون، 2002. J Food Sci 67: 646-648 - Niemira et al. 2005. P2. IFT NPD Mtg. ويندمور، بنسلفانيا - نيميرا وآخرون، 2005. P2-40. IAFP Mtg. بالتيمور، ماريلاند |

### طب
يضيف مجال ناشئ قدرات البلازما غير الحرارية إلى طب الأسنان والطب.

### توليد الطاقة
توليد الطاقة المغنطيسية الديناميكية عبر طريقة تحويل مباشرة للطاقة من غاز ساخن متحرك داخل مجال مغناطيسي تم تطويره في الستينيات والسبعينيات من القرن الماضي باستخدام مولدات MHD النبضية المعروفة باسم أنابيب الصدمة، باستخدام بلازما غير متوازنة مزروعة بأبخرة فلزية قلوية (مثل السيزيوم، إلى زيادة التوصيل الكهربائي المحدود للغازات) المسخنة عند درجة حرارة محدودة من 2000 إلى 4000 كلفن (لحماية الجدران من التآكل الحراري) ولكن حيث تم تسخين الإلكترونات عند أكثر من 10000 كلفن.
حالة خاصة وغير عادية من البلازما غير الحرارية «المعكوسة» هي البلازما ذات درجة الحرارة العالية جدًا التي تنتجها آلة زد، حيث تكون الأيونات أكثر سخونة من الإلكترونات.

### الفضاء
الديناميكية الهوائية النشطة تتحكَّم في التدفق كما تنطوي هذه التكنولوجية على البلازما المتأينة التي تفوق سرعتها سرعة الصوت ويجري حاليا دراستها هي ومحركات البلازما في مجالات علميّة كثيرة، وكذا المحولات المغنطيسية عندما تُشارك أيضا في المجالات المغناطيسية.
تتضمن الدراسات التي أجريت في أنفاق الرياح في معظم الأحيان ضغطًا جويًا منخفضًا مشابهًا لارتفاع 20-50 كم، وهو نموذجي للرحلة التي تفوق سرعة الصوت، حيث تكون الموصلية الكهربائية للهواء أعلى، وبالتالي يمكن إنتاج البلازما المتأينة غير الحرارية بسهولة باستخدام نفقات طاقة أقل.

### الحفز
يمكن استخدام البلازما غير الحرارية للضغط الجوي لتعزيز التفاعلات الكيميائية. يمكن أن يؤدي التصادم بين إلكترونات درجة الحرارة الساخنة وجزيئات الغاز البارد إلى تفاعلات تفكك وتشكيل الجذور لاحقًا. يُظهر هذا النوع من التفريغ خصائص تفاعلية تُرى عادةً في أنظمة التفريغ ذات درجات الحرارة العالية. تُستخدم البلازما غير الحرارية أيضًا جنبًا إلى جنب مع محفز لزيادة تعزيز التحويل الكيميائي للمواد المتفاعلة أو لتغيير التركيب الكيميائي للمنتجات.
من بين مجالات التطبيق المختلفة، هناك إنتاج الأوزون، على المستوى التجاري نجدُ الحد من التلوث، سواء النفايات الصلبة (جسيمات معلقة، مركبات عضوية متطايرة) والغازية (الكبريت، أكاسيد النيتروجين)، تحويل ثاني أوكسيد الكربون، الوقود (الميثانول، الغاز المتزايد) أو المواد الكيميائية القيمة المضافة. هناك أيضًا تثبيت النيتروجين تخليق الميثانول وتصنيع الوقود السائل من الهيدروكربونات الأخف (مثل الميثان)، إنتاج الهيدروجين عبر إعادة تشكيل الهيدروكربونات.

#### التكوينات
يمكن إجراء الاقتران بين الآليتين المختلفتين بطريقتين مختلفتين: التكوين على مرحلتين، ويسمى أيضًا التحفيز بعد البلازما (PPC) والتكوين أحادي المرحلة، ويسمى أيضًا التحفيز داخل البلازما (IPC) أو التحفيز المعزز بالبلازما (PEC).
في الحالة الأولى يتم وضع المفاعل الحفاز بعد غرفة البلازما. هذا يعني أن الأنواع طويلة العمر فقط هي التي يمكنها الوصول إلى سطح المحفز والتفاعل، بينما تتحلل الجذور قصيرة العمر والأيونات والأنواع المثارة في الجزء الأول من المفاعل. على سبيل المثال، يبلغ عمر ذرة الأكسجين الأرضي O (3P) حوالي 14 ميكرو ثانية، في بلازما الضغط الجوي للهواء الجاف. هذا يعني أن منطقة صغيرة فقط من المحفز على اتصال مع الجذور النشطة. في مثل هذا الإعداد المكون من مرحلتين، يتمثل الدور الرئيسي للبلازما في تغيير تركيبة الغاز التي يتم تغذيتها إلى المفاعل الحفاز. في نظام PEC، تكون التأثيرات التآزرية أكبر لأن الأنواع المُثارة قصيرة العمر تتشكل بالقرب من سطح المحفز. تؤثر طريقة إدخال المحفز في مفاعل PEC على الأداء العام. يمكن وضعها داخل المفاعل بطرق مختلفة: في شكل مسحوق (طبقة معبأة)، وترسب على رغوة، وترسب على مادة منظمة وتغطية جدران المفاعل.
يشيع استخدام مفاعل البلازما الحفاز ذو القاعدة المعبأة للدراسات الأساسية، ومن الصعب توسيع نطاق التطبيقات الصناعية نظرًا لأن انخفاض الضغط يزداد مع معدل التدفق.

#### تفاعلات تحفيز البلازما
في نظام PEC، يمكن أن تؤثر الطريقة التي يتم بها وضع المحفز بالنسبة للبلازما على العملية بطرق مختلفة. يمكن أن يؤثر المحفز بشكل إيجابي على البلازما والعكس صحيح مما ينتج عنه مخرجات لا يمكن الحصول عليها باستخدام كل عملية على حدة. يُعزى التآزر الذي تم إنشاؤه إلى تأثيرات متقاطعة مختلفة.
- تأثيرات البلازما على المحفز:
  - تغيير في الخصائص الفيزيوكيميائية. تغير البلازما توازن الامتزاز / الامتصاص على سطح المحفز مما يؤدي إلى قدرات امتصاص أعلى. تفسير هذه الظاهرة ليس واضحًا بعد.[50]
  - مساحة سطح محفز أعلى. يمكن أن يؤدي تعريض المحفز إلى التفريغ إلى تكوين جسيمات نانوية.[51] تؤدي نسبة السطح/الحجم الأعلى إلى أداء محفز أفضل.
  - احتمالية امتصاص أعلى.[52]
  - التغيير في حالة أكسدة المحفز. بعض المحفزات المعدنية (على سبيل المثال Ni، Fe) أكثر نشاطًا في شكلها المعدني. يمكن أن يؤدي وجود تفريغ البلازما إلى تقليل أكاسيد المعادن المحفزة، مما يؤدي إلى تحسين النشاط الحفزي.[53]
  - انخفاض تكوين فحم الكوك. عند التعامل مع الهيدروكربونات، يؤدي تكوين فحم الكوك إلى التعطيل التدريجي للمحفز.[54] يقلل تكوين فحم الكوك المخفض في وجود البلازما من معدل التسمم / التعطيل وبالتالي يطيل عمر العامل الحفاز.[55]
  - وجود أنواع غازية جديدة. في تفريغ البلازما يتم إنتاج مجموعة واسعة من الأنواع الجديدة مما يسمح للمحفز بالتعرض لها. الأيونات، الأنواع المتحمسة اهتزازيًا ودورانيًا لا تؤثر على المحفز لأنها تفقد الشحنة والطاقة الإضافية التي تمتلكها عندما تصل إلى سطح صلب. وبدلاً من ذلك، تُظهر الجذور معاملات الالتصاق العالية للامتصاص الكيميائي، مما يزيد من النشاط التحفيزي.
- تأثيرات المحفز على البلازما:
  - تحسين المجال الكهربائي المحلي. يرتبط هذا الجانب بشكل أساسي بتكوين PEC للسرير المعبأ. إن وجود مادة تعبئة داخل مجال كهربائي يولد تحسينات في المجال المحلي بسبب وجود الرشاوى وعدم تجانس سطح المواد الصلبة ووجود المسام والجوانب الفيزيائية الأخرى. ترتبط هذه الظاهرة بتراكم الشحنات السطحية على سطح مادة التعبئة وهي موجودة حتى لو تم استخدام طبقة معبأة بدون محفز. على الرغم من أن هذا جانب مادي، إلا أنه يؤثر أيضًا على الكيمياء لأنه يغير توزيع طاقة الإلكترون بالقرب من الجسيمات.[56]
  - تشكل التصريفات داخل المسام. يرتبط هذا الجانب ارتباطًا وثيقًا بالجانب السابق. تؤثر الفراغات الصغيرة داخل مادة التعبئة على شدة المجال الكهربائي. يمكن أن يؤدي التحسين أيضًا إلى تغيير في خصائص التفريغ، والتي يمكن أن تختلف عن حالة التصريف في المنطقة السائبة (أي بعيدًا عن المادة الصلبة).[57] يمكن أن تؤدي الشدة العالية للمجال الكهربائي أيضًا إلى إنتاج أنواع مختلفة لا يتم ملاحظتها بشكل كبير.
  - تغيير في نوع التفريغ. يؤدي إدخال مادة عازلة في منطقة التفريغ إلى حدوث تحول في نوع التفريغ. من النظام الخيطي يتم إنشاء تصريف خيطي/سطحي مختلط. تتشكل الأيونات والأنواع المثارة والراديكالية في منطقة أوسع في حالة وجود نظام تصريف سطحي.[58]

ترتبط تأثيرات المحفز على البلازما في الغالب بوجود مادة عازلة داخل منطقة التفريغ ولا تتطلب بالضرورة وجود محفز.